# Górki (Dubeczno)
Górki – dawna wieś, na terenie wsi Dubeczno w województwie lubelskim, w powiecie włodawskim, w gminie Hańsk. Leżała na południowy wschód od Luty.

## Historia
Górki to dawna wieś, utworzona w latach 1920. W okresie międzywojennym należały do gminy Hańsk w powiecie włodawskim, w województwie lubelskim. 14 października 1933 weszły w skład nowo utworzonej gromady Górki w gminie Hańsk, składającej się z kolonii Górki i Darczyn.
Podczas II wojny światowej znalazły się w Generalnym Gubernatorstwie, w powiecie Cholm w dystrykcie lubelskim. W 1943 roku Górki liczyły 167 mieszkańców.
Tereny wokół Górek były w bardzo w niskiej klasie bonitacyjnej ziemi, przeważnie klasa VI i VI. Po wojnie ludność Górek w części przesiedliła się do Dubeczna, a w części wyjechała na tereny Ziem Odzyskanych, choć jeszcze w 1952 roku Górki stanowiły jedną z 17 gromad gminy Hańsk. 1 listopada 1952 gromadę Górki zniesiono, włączając ją do gromady Dubeczno w gminie Hańsk. Jesienią 1954 włączono je do gromady Hańsk.
Obecnie po Górkach nie pozostało nic.